# Улица Малайчука
Улица Малайчука — одна из улиц Железнодорожного района города Гомеля.
Названа в 1967 году в честь М. Ф. Малайчука (сотрудник милиции погибший при задержании опасного преступника), ранее называлась Безымянный проезд. Начинается от улицы Советской, и потом плавно перетекает в ул. Крупской в районе железнодорожного моста. Протяжённость 1095 м. Одна из транспортных магистралей города. Современный облик улицы формировался в 1960—70-е годы. Застроена преимущественно 5- и 9-этажными жилыми домами.

## Пересекает улицы
- Советскую
- Юбилейную
- Крупской

## На улице расположены
- здание Водоканала
- 2-а магазина
- Профессиональный Лицей Строителей